# مينه (مؤدية صوت)
مينه (باليابانية: 美名؛ بالكانا: みな) هي مؤدية صوت يابانية، ولدت في 13 فبراير 1984 في غيفو في اليابان.

## وصلات خارجية
- مينه على موقع IMDb (الإنجليزية)
- مينه على موقع ميوزك برينز (الإنجليزية)
- مينه على موقع ANN person (الإنجليزية)